# Царев, Борис Абрамович
Бори́с Абра́мович Царев (12 января 1935, Ленинград, СССР — 30 сентября 2014, Санкт-Петербург, Россия) — российский инженер-кораблестроитель и учёный, специалист по кораблестроению, историографии, методологии науки и морской технике.

## Биография
Морской инженер и корабельный архитектор (с 1958 года), пять лет занимался проектированием пассажирских и грузовых судов в конструкторском бюро «Балтсудопроект», с 1962 года преподавал на кафедре проектирования судов Морского технического университета. Кандидат (1966), доктор технических наук (1989), профессор (1991), академик Санкт-Петербургской академии истории науки и техники. Один из организаторов нового направления в специализации студентов по проектированию и постройке судов с динамическими принципами поддержания.
Автор более 200 научных публикаций, в том числе 8 учебников и учебных пособий. Большинство публикаций посвящены актуальным вопросам кораблестроения и общетехническим проблемам. Под его руководством защищены 5 докторских и более 20 кандидатских диссертаций, а также более 220 дипломных работ, магистерских и бакалаврских диссертаций.

## Печатные труды

### Учебники и монографии
- Царев Б. А. Модульные задачи в проектировании судов. Ленинград, 1986
- Царев Б. А. Проектирование экологически чистых и энергосберегающих судов. Ленинград, 1987
- Царев Б. А. Оптимизационное проектирование скоростных судов. Ленинград, 1988

### Программные статьи
- Ашик В. В., Царев Б. А., Челпанов И. В. Влияние иерархических уровней логико-математической модели проектируемых судов на динамичность прогнозируемых характеристик // Общие вопросы проектирования судов. Л.: Судостроение, 1973. Вып. 199.
- Царев Б. А. Применение ретроспективных аналогий и опыта кораблестроительных исследований для развития эволюционной теории / Морской вестник. 2003. № 4 (8). С.43 — 47
- Царев Б. А. Ретроспективное сопоставление кораблестроительных и космологических теорий с позиций учета прочностных и термодинамических факторов // Сборник докладов V международной конференции по морским интеллектуальным технологиям. МОРИНТЕХ. Сентябрь 2003. — С.Пб.: Изд. НИЦ Моринтех, 2003. С.431 — 435.
- Царев Б. А. Вопросы обеспечения безопасности в отношении охраны информации и интеллектуальной собственности на примере кораблестроения / 6-я Всерос. конфер. «Актуальные проблемы защиты и безопасности»: Сб. трудов: С.Пб., Российская академия ракетных и артиллерийских наук. НПО «Спецматериалы», октябрь 2003. Т. 4. Военно-Морской флот, с. 418 — 4 22.